# Abrodictyum cupressoides
Abrodictyum cupressoides är en hinnbräkenväxtart som först beskrevs av Nicaise Augustin Desvaux, och fick sitt nu gällande namn av Ebihara och Dubuisson. Abrodictyum cupressoides ingår i släktet Abrodictyum och familjen Hymenophyllaceae. Inga underarter finns listade.